# Higginsius pearcei
Higginsius pearcei är en fjärilsart som beskrevs av Druce 1876. Higginsius pearcei ingår i släktet Higginsius och familjen praktfjärilar. Inga underarter finns listade i Catalogue of Life.